# Ladekran

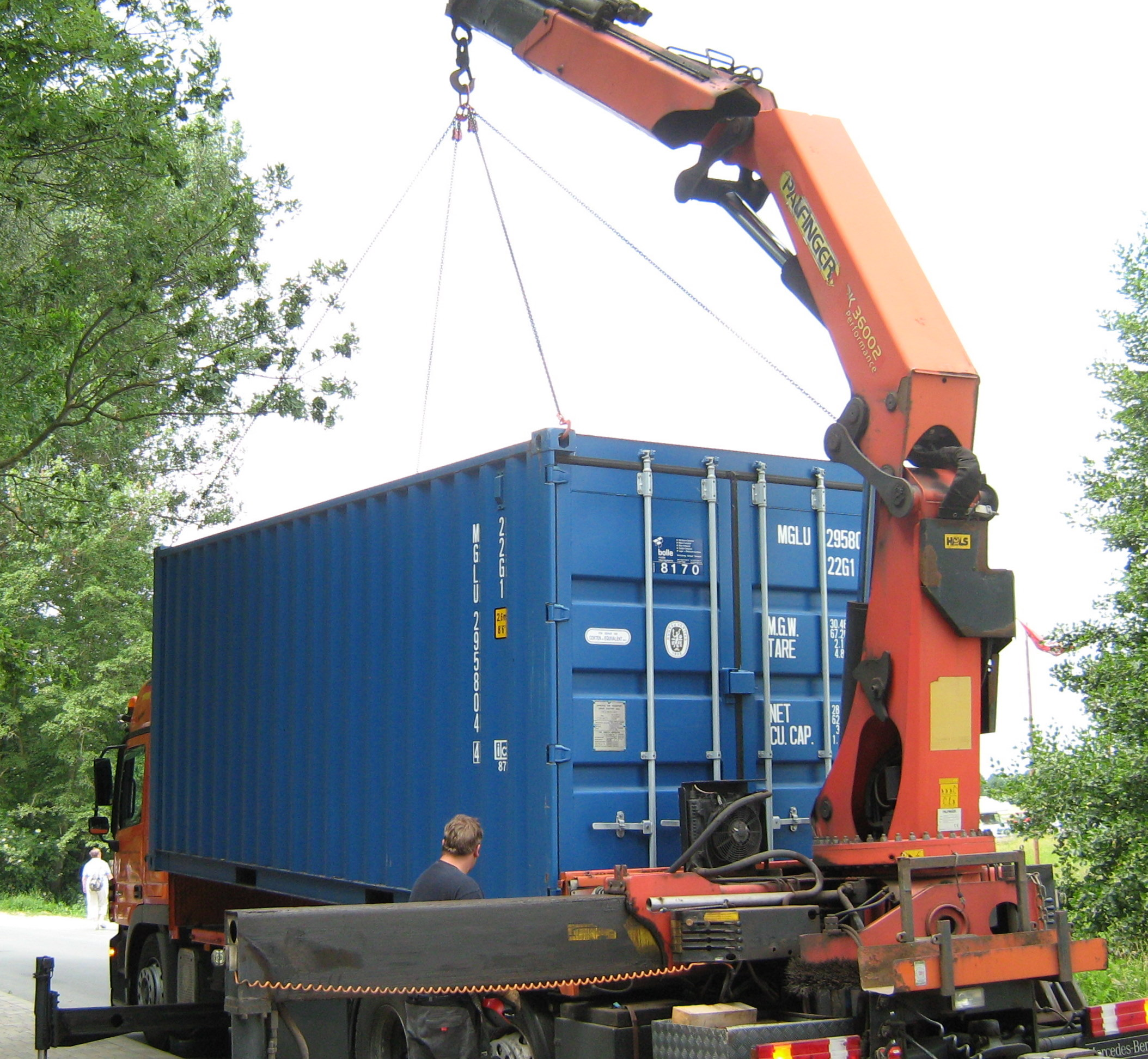
Lkw-Ladekran mit ausgefahrenen Auslegern

Ein Ladekran ist eine Beladeeinrichtung, die auf einem Nutzfahrzeug (bzw. dessen Anhänger) montiert ist, um dieses be- und entladen zu können.
Ladekrane werden in der Regel hydraulisch angetrieben. Vereinzelt können sie einfach vom Fahrgestell gelöst werden. Sie sind schwenkbar, einige besitzen ein Endlosschwenkwerk. Sie haben ein bis drei Gelenke, einen Hubarm und keinen bis zwei Knickarme (Jib) und pro Knickarm einen bis acht Teleskopauszüge.
- Ein Gelenk erlaubt, etwas einfach zu heben. Dieser Aufbau ist bei günstigen Kleinkranen zu finden.
- Mit zwei Gelenken kann mit dem Knickarm die gesamte Ladefläche eines Fahrzeuges oder der Boden direkt neben dem Fahrzeug erreicht werden. Sie ist die häufigste Konstruktionsart.
- Drei Gelenke sind bei großen Modellen zu finden, um vor allem die zwei Teleskopauszüge auf den beiden Knickarmen eingeklappt unterzubringen. Andererseits kann man hinter so manche Dachkante gelangen. Mit ihrer Länge von bis zu 36 m[2] oder 45 m[3] kann Ladegut auch auf das Dach oder zu den oberen Stockwerken eines mehrstöckigen Gebäudes gehoben werden. Sie kommen damit dem Einsatzgebiet eines Fahrzeugkranes nahe und sind ihm in manch beengter Situation überlegen.

Zu steuern sind Ladekrane oft von beiden Fahrzeugseiten über Hebel. Manche haben einen zusätzlichen erhöhten Bedienplatz, gerade bei auf Holztransport oder Recycling spezialisierten Geräten oft mit einem (mitdrehenden) Kransitz. Inzwischen sind viele neue Modelle auch mit Funkfernbedienung verfügbar. In Österreich ist ab 5 t Tragkraft oder einem Lastmoment von 10 tm ein Nachweis der Fachkenntnisse erforderlich. Neben einem einfachen Kranhaken sind oft verwendetes Zubehör Palettengabel, Zweischalengreifer (seltener Grabgreifer) für Schüttgut oder Rundholzgreifer. Auf den Holztransport spezialisierte Anhänger, vor allem solche mit Ladekran, werden Rückewagen genannt. Andere Modelle haben eine eingebaute oder am Lasthaken zu montierende Seilwinde und kommen so der Funktion eines Fahrzeugkrans nahe. Andere Lkw verfügen beim Kran über eine Saugtechnik und können dadurch nicht nur Glasscheiben oder Glaselemente transportieren, sondern gleichzeitig heben, sodass diese Art von Ladekran als Glasmontage-Kran fungiert. 

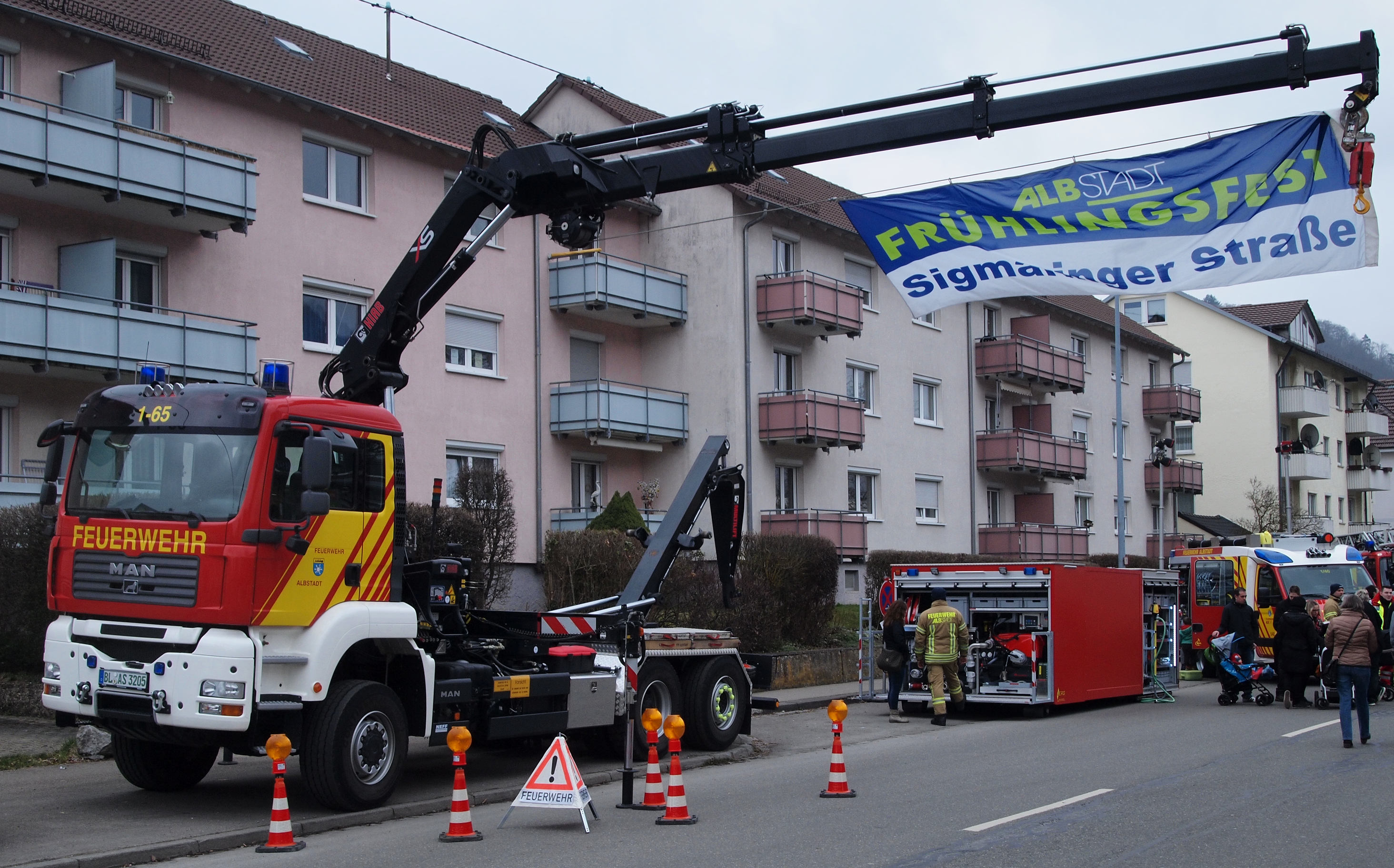
Ladekran an einem Wechselladerfahrzeug

Neben Straßenfahrzeugen sind diese Ladekrane auch im Bahnbereich auf Bahndienstfahrzeugen wie Schwerkleinwagen oder Turmwagen mit Transportplattform zu finden. Sie haben teilweise eine eingebaute Sicherheitslogik, um nicht versehentlich in Oberleitungen oder den Gegenzugbereich zu gelangen. Maritime Modelle sind auf Schiffen oder Plattformen installiert. Kleinste handbetriebene Ladekrane mit einem Hubzylinder sind heute selten.
Der Ladekran am Lkw wurde von Büssing im Jahr 1958 eingeführt und auch an einem Lkw angebaut.
Der elektrische Sondermontagekran, kurz Elektrokran, wurde als Sonderform des Ladekrans von Hüffermann Krandienst entwickelt.
Den Weltmarkt bestimmen Modelle der Unternehmen Palfinger, HIAB, PM-Group und Fassi sowie Atlas.